# 拉尼凯特
拉尼凯特（Ranikhet），是印度北阿坎德邦Almora县的一个城镇。总人口19049（2001年）。

## 人口
该地2001年总人口19049人，其中男性11546人，女性7503人；0—6岁人口1858人，其中男997人，女861人；识字率82.85%，其中男性为87.03%，女性为76.42%。